# 天授 (刘获)
天授（527年七月）是北魏時期領導劉獲、鄭辯的年号，共计一個月。

## 纪年
| 天授 | 元年  |
| 公元 | 527年 |
| 干支 | 丁未  |

## 參看
- 中国年号索引
  - 其他使用天授年號的政權
- 同期存在的其他政权年号
  - 大通（527年三月—529年九月）：南朝梁梁武帝萧衍的年号
  - 孝昌（525年六月—528年正月）：北魏政权北魏孝明帝元詡年号
  - 天建（524年六月—527年九月）：北魏時期領導莫折念生年号
  - 真王（525年八月—528年二月）：北魏時期領導杜洛周年号
  - 神嘉（525年十二月—535年三月）：北魏時期領導劉蠡升年号
  - 廣安（526年九月—528年九月）：北魏時期領導葛荣年号
  - 甘露：高昌政权麴光年号